# Истмо
Истмус-науатль (истмусский науатль) — диалектный континуум науатль, на котором говорят около 30.000 человек в штате Веракрус в Мексике. У истмус-науатль существуют диалекты: козолеакаке, мекаяпанский, пахапанский и вымерший табаскский:
Козолеакаке диалект, или ксотеапанский (Cosoleacaque Aztec, Náhuatl del Istmo-Cosoleacaque) распространён в деревнях Идальготитлан, Отеапан, Соконуско, Хальтипан-де-Морелос в муниципалитете Козолеакаке штата Веракрус. Бесписьменный.
Мекаяпанский диалект (Isthmus Aztec-Mecayapan, Náhuat de Mecayapan) распространён в городах Мекаяпан и Татауикапан муниципалитета Мекаяпан на юге штата Веракрус. Письменность на латинской основе.
Пахапанский диалект (Náhuat de Pajapan) распространён в городах Сан-Хуан-Воладор, Сантанон, Саюльтепек, Хикакаль в муниципалитете Пахапан штата Веракрус. Имеет письменность на латинской основе.
Табаскский диалект (Tabasco Aztec) был распространён в деревнях Купилько и Текоминоакан в штате Табаско. Был бесписьменным.

## Фонология
Ниже приведено описание мекаяпанского диалекта.

### Гласные
|                  | Переднеязычные | Заднеязычные |
| ---------------- | -------------- | ------------ |
| Верхнего подъёма | i iː           | o oː         |
| Среднего подъёма | e eː           | o oː         |
| Нижнего подъёма  | a aː           | a aː         |

### Согласные
|               | Губные | Зубные   | Постальвеолярные | Палатальные | Велярные | Глоттальные |
| ------------- | ------ | -------- | ---------------- | ----------- | -------- | ----------- |
| Носовые       | m      | n        |                  | ɲ           |          |             |
| Взрывные      | p b    | t d      |                  |             | k ɡ      | ʔ           |
| Аффрикаты     |        | ts (dz*) | tʃ (dʒ)          |             |          |             |
| Фрикативные   |        | s z      | ʃ (ʒ*)           |             |          | h           |
| Аппроксиманты |        | l        |                  | j           | w        |             |
| Р-образные    |        | r        |                  |             |          |             |

- Происходит только в аллофонах.

## Письменность
| A a | B b | C c | Ch ch | D d | E e | F f | G g | H h | I i   | J j | K k | L l |     |
| --- | --- | --- | ----- | --- | --- | --- | --- | --- | ----- | --- | --- | --- | --- |
| /a/ | /b/ | /k/ | /tʃ/  | /d/ | /e/ |     | /ɡ/ |     | /i j/ | /h/ | /k/ | /l/ |     |
| M m | N n | O o | P p   | Q q | R r | S s | T t | U u | V v   | X x | Y y | Z z | '   |
| /m/ | /n/ | /o/ | /p/   | /k/ | /r/ | /s/ | /t/ | /w/ |       | /ʃ/ | /j/ |     | /ʔ/ |

H используется вначале слова перед u, и может быть своим собственным. C используется для представления звука /k/ перед гласными a and o, когда qu используется перед гласными i and e.
Нижнее подчёркивание (a, e, i, o) используется для обозначения долгих гласных.